# Hagen (Genthin)
Hagen ist ehemaliges Vorwerk und ein Ortsteil der Stadt Genthin.

## Geographie
Der Ortsteil Hagen liegt an der Kreisstraße 1205 zwischen Genthin und Bergzow. Nördlich der Siedlung verläuft der Elbe-Havel-Kanal.

## Geschichte
Die erste Erwähnung des Hagens geht auf das Jahr 1614 zurück, als A. von Meyendorff ein Vorwerk errichtete. Ab 1808 nutzte der Kaufmann von Pieschel ein Großteil der Flächen für seinen Betrieb, welcher landwirtschaftliche Produkte verarbeitete. In der Folgezeit schloss die königliche Domänenverwaltung in Magdeburg mit mehreren Pächtern Verträge ab.
Mit dem Gesetz vom 27. Dezember 1927 wurden die historisch überholten Gutsbezirke aufgelöst. Gutsverwalter Braumann übergab am 1. November 1928 Bürgermeister Struß die Unterlagen des Guts. Die 62 Einwohner und eine Fläche von 175 Hektor vergrößerten das Gebiet der Stadt Genthin.

## Quelle
- Hagen, Ortsteil der Stadt Genthin, abgerufen am 6. Juni 2017.